# Поль Леду
Поль Леду (фр. Paul Ledoux; 8 серпня 1914 — 6 жовтня 1988) — бельгійський астроном, член Бельгійської королівської академії наук, літератури і витончених мистецтв.
Родився в Фор'єрі. У 1937 році закінчив Льєзький університет. У 1939-1940 роках працював в Інституті теоретичної астрофізики в Осло та Стокгольмській обсерваторії. У 1940-1941 і 1946-1947 роках був стипендіатом в Єркській обсерваторії (США). З 1947 року працював у Льєзькому університеті (з 1959 — професор).
Основні наукові праці присвячені теорії внутрішньої будови зірок, зокрема проблемам зоряної змінності, гравітаційної нестійкості та утворення зірок. Виконав численні розрахунки еволюційних послідовностей моделей зірок, переважно для таких критичних стадій еволюції зірок, коли в них виникають різного роду нестійкості. Показав, що масивні зірки головної послідовності повинні бути нестійкими до коливань у результаті пульсацій, що збуджуються в областях, де генерується ядерна енергія; в 1941 році визначив верхню межу маси стійких зірок, що обумовлюється характером протікання ядерних реакцій у зірці. У 1947 році розглянув процеси конвективного перемішування речовини в гігантах з неоднорідним хімічним складом і ввів поняття напівконвективної зони. У 1951 році розробив гіпотезу нерадіальних коливань для інтерпретації змінності зірок типу β Цефея.
Премія Франкі (1964), медаль Еддінгтона Лондонського королівського астрономічного товариства (1972).